# Empoli Football Club 1966-1967
Questa voce raccoglie le informazioni riguardanti l'Empoli Football Club nelle competizioni ufficiali della stagione 1966-1967.

## Rosa
| N. |                   | Ruolo | Calciatore           |
| -- | ----------------- | ----- | -------------------- |
|    | Italia (bandiera) | D     | Alessandro Ballotta  |
|    | Italia (bandiera) | C     | Antonio Baronti      |
|    | Italia (bandiera) | C     | Remo Carletti        |
|    | Italia (bandiera) | C     | Massimo Cherubini    |
|    | Italia (bandiera) | P     | Sauro Cinelli        |
|    | Italia (bandiera) | A     | Vitaliano De Martini |
|    | Italia (bandiera) | C     | Raffaello Galanti    |
|    | Italia (bandiera) | C     | Adriano Lombardi     |
|    | Italia (bandiera) | C     | Flavio Magni         |
|    | Italia (bandiera) | A     | Uber Manfredini      |
|    | Italia (bandiera) | P     | Roberto Negrisolo    |

| N. |                   | Ruolo | Calciatore        |
| -- | ----------------- | ----- | ----------------- |
|    | Italia (bandiera) | C     | Piero Pelagotti   |
|    | Italia (bandiera) | D     | Luigi Polentes    |
|    | Italia (bandiera) | C     | Francesco Pollero |
|    | Italia (bandiera) | C     | Flavio Ronchi     |
|    | Italia (bandiera) | A     | Mario Rossi       |
|    | Italia (bandiera) |       | Sani              |
|    | Italia (bandiera) | C     | Massimo Silvestri |
|    | Italia (bandiera) | C     | Piero Taddei      |
|    | Italia (bandiera) | C     | Giorgio Vignando  |
|    | Italia (bandiera) | A     | Mario Zimolo      |